# Odontophorus atrifrons
Codorniz-de-testa-preta ou corcovado-de-fronte-preta (Odontophorus atrifrons) é uma espécie de ave da família Odontophoridae. Ocorre na Colômbia e Venezuela.